# Sylwia Gruchała

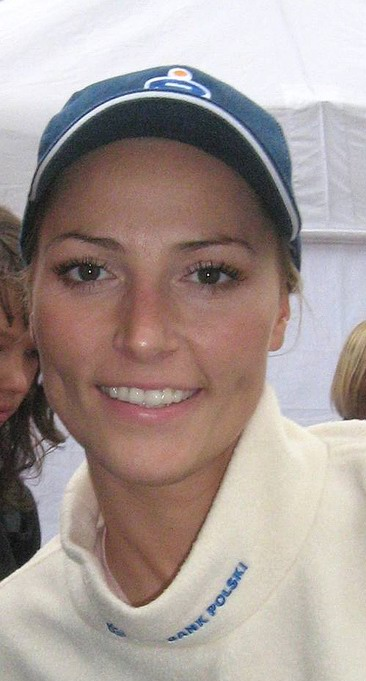
Sylwia Gruchała (2007)

Sylwia Gruchała (* 6. November 1981 in Gdynia) ist eine polnische Florettfechterin.
Die Sportstudentin aus Danzig zählt zu den populärsten Sportlerinnen ihres Landes. Nach einigen Juniorenerfolgen wurde sie bei den Olympischen Sommerspielen 2000 in Sydney bekannt, als sie gemeinsam mit Magdalena Mroczkiewicz, Anna Rybicka und Barbara Wolnicka die Silbermedaille im Mannschaftswettbewerb gewann. Außerdem wurde sie erstmals im Jahr 2000 Europameisterin. Diesen Erfolg konnte sie 2002 und 2005 wiederholen.
2003 und 2007 wurde sie mit der polnischen Mannschaft Weltmeisterin und 2003 im Einzel Vize-Weltmeisterin. Das Finale bei diesen Weltmeisterschaften in Havanna verlor sie gegen die Italienerin Valentina Vezzali. Bei den Olympischen Spielen 2004 in Athen gewann sie dann auch mit der Bronzemedaille ihre erste Einzelmedaille bei Olympischen Spielen.